# 小池笑美
小池 笑美（こいけ えみ、1983年7月30日 - ）は、日本の元AV女優。

## 略歴
- 2003年 - AVデビュー。主に痴女・レズものを中心に活躍したロリ系の企画女優。

## 作品

### アダルトビデオ
- ちんぐり顔騎 ケツ穴・金玉・チンポ竿〜女性2人がW舐めなめ（2003年12月5日、エムズファクトリー（アロマ企画）共演:楠木さやか、上条えりか、相馬美雨
- 強制オナニー「シコらされる僕。」その2（2003年12月19日、アロマ企画）共演:星野りり、西沢理奈、寺島あかね、相馬美雨
- マスクの女 7（2004年、エムズファクトリー（アロマ企画））共演:三上翔子、他出演:あらきれいこ
- 女子校生れず 先輩と私 56（2004年1月16日、U&K）共演:森下由希
- リンチマニア ビンタ編（2004年1月30日、アロマ企画）他出演:三上翔子、飯塚マナ、ナンシー、楠木さやか、倉本安奈
- レズビアンストーリー 12 愁思（2004年2月6日、アウダースジャパン）共演:三上翔子
- 淫蜜〜シロウト〜PRIVETE SEX FILE 2（2004年2月21日、ステージメディア）他出演:三上翔子、三橋佳花、中島かずさ
- わたしのオナニーたすけてくれる?（2004年3月5日、ワープエンタテインメント）共演:松岡紗幸、池田こずえ
- 女子校生痴女 8（2004年3月19日、U&K）
- 宇宙の戦士コスモウーマン Vol.03（2004年4月9日、GIGA）
- もしもこんな痴女がいたら…。（2004年4月23日、うまなみ。）他出演:三上翔子、日高マリア（日高ゆりあ）、持田ゆき、荻原さやか、友田真希、長崎かのん
- 美人バスガイド 恥辱ツアー2（2004年4月30日、笠倉出版社）他出演:若月樹里、長谷川美紅
- TRAVELING（2004年4月30日、TMA）他出演:中野千夏、立野まゆ、山咲さくら
- 三上翔子&小池笑美のマスクの女 6（2004年5月14日、エムズファクトリー（アロマ企画））共演:三上翔子
- 女子校生強制レズレイプ 2（2004年6月4日、笠倉出版社）共演:杉浦あや、神島美緒、滝川あゆみ
- オナニー4時間 痴女優コレクション（2004年7月23日、笠倉出版社）他多数出演
- レズレイプ（2004年8月5日、ヒビノ）共演:有森セナ、山田薫、北山静香、深沢夕菜
- 女子高レズ 純愛ロマニスト（2004年8月5日、ハンドメイドビジョン）出演:西村あみ、中野千夏（友情出演）、監督 三上翔子
- The SEX 5（2004年8月13日、LEO）他出演:ユンリン、栗田美礼
- 淫校ロワイヤルレズ学園 5（2004年8月27日、ビッグモーカル）共演:立花里子、中野千夏、美咲彩、朝倉なほ（早乙女みなき） 他
- うまなみプレゼンツ 3 痴女4時間（2004年9月3日、ケイ・エム・プロデュース）うまなみ。作品『もしもこんな痴女がいたら...。2』のセルDVD化作品、他出演:藤森かおり、杉森風緒、中谷カイト、森咲小雪、葉月まなか、望月るあ、朝比奈りり子 他
- The SEX 5（2004年9月10日、LEO）他出演:江津かなみ、長谷川美紅、鈴エリカ、藤井琴美、大迫ゆみ、松岡紗幸、上原めぐ、三井みさき、小西美智子、水野リコ
- 発熱レズセレブ（2004年9月26日、メディアステーション）共演:立花里子、森咲小雪
- ミスキャンパスパーフェクトファイル（2004年9月30日、KUKI）オムニバス作品
- 放課後 女子校生 部活狩り!（2004年10月29日、うまなみ。）他出演:日高マリア（日高ゆりあ）、松雪ひかる、持田ゆき、今井千里、仲真リカ、田村良子
- スーパーGスポットXXX Vol.10（2004年11月19日、クリスタル映像）他出演:松雪ひかる、空頼あおい、川久保アンナ、山下のぞみ、相沢奈々、細川えりか、七海奈見、高瀬未来、緒川さら、藤沢愛利、月野もも
- プロダクション蔵出し映像 初レズ仕込み 1（2005年1月、アウダースジャパン）共演:有森セナ、他出演:小春ひより、小野茜 他
- プロダクション蔵出し映像 初レズ仕込み 2（2005年1月、アウダースジャパン）共演:今井倫子、他出演:楠木さやか、椎名泉、小野茜 他
- プロダクション蔵出し映像 初レズ仕込み 3（2005年2月4日、アウダースジャパン）共演:赤坂あい、オムニバス作品
- うまなみプレゼンツ 4 女子校生狩り 部活っ娘編（2005年2月18日、ケイ・エム・プロデュース）うまなみ。作品『女子校生部活狩り』のセルDVD化作品、他出演:三上翔子、平井まりあ、はらだはるな、梅宮かおる、京野真里奈、伊東梨花 他
- 超・強制レイプマニアックス（2005年2月25日、デジタルバンク）他出演:立花里子、森咲小雪、杉浦あや、椎名泉、若月樹里
- 行列のできる変態診療所（2005年3月25日、デジタルバンク）共演:立花里子、若月樹里
- 秘密の放課後クラブ〜いけないラクロス部〜（2006年3月17日、マックス・エー）共演:三上翔子、萩原さやか
- 女遊戯 〜歯科衛生士の偏愛〜（アートモデルズ）共演:叶麗子

他